# Freedom Tower (Miami)
De Freedom Tower (Torre de La Libertad) is een 78 meter hoge wolkenkrabber in de Amerikaanse stad Miami (Florida). De bouw startte in 1925. Mogelijk is het ontwerp van deze Italiaans-barokke toren geïnspireerd op de Giralda-toren van de Kathedraal van Sevilla. Het gebouw is een voorbeeld van Mediterranean Revival-architectuur die destijds populair was.
Sinds 1979 is de toren toegevoegd aan het National Register of Historic Places en sinds 2008 is het een National Historic Landmark.